# Cerro Rosa
Cerro Rosa es el tercer pico más alto del Estado libre asociado de Puerto Rico mide 1.263 metros (4.456 pies) sobre el nivel del mar. La montaña está situada en la Cordillera Central, en el límite entre los municipios de Ciales y Jayuya.